# Bugedo
Bugedo é um município da Espanha, na província de Burgos, comunidade autónoma de Castela e Leão. Tem 9,93 km² de área e em 2021 tinha 196 habitantes (densidade: 19,7 hab./km²). Pertence à comarca do Ebro, e limita com os municípios de Miranda de Ebro, Cellorigo, Foncea, Ameyugo e Santa Gadea del Cid.